# Антииранское восстание в Дагестане (1659—1660)
Антииранское восстание в Дагестане (1659—1660) — крупное восстание против экспансии Сефевидского государства в Тарковском шамхальстве, Кайтагском уцмийстве, Эндиреевском княжестве

## Предпосылки
Причиной восстания в Дагестане стала политика шаха Аббаса II, направленная на абсолютное подчинение Дагестана, для чего он запланировал основать в регионе ряд крепостей, где планировал поселить по 6000 воинов. Но ни шамхал Сурхай III, ни эндиреевский правитель Казаналп не приняли эту идею. Агрессивные планы шаха вызвали желание местных владетелей получить покровительство России, многие из них присягнули в эти годы русскому царю.
Аббас II попытался насильно установить господство, что спровоцировало сильные антииранские настроения в Дагестане, особенно в Кайтаге, Табасаране и Кумыкии.

## Ход восстания
Первым против шаха выступил сын уцмия Рустам-хана Улуг, это стало формальной причиной для вторжения сефевидов. Поддержал его и недавний соперник и ставленник шаха уцмий Амирхан-Султан. Шах Аббас II лишил его титула и направил 15-тысячную регулярную армию во главе с Хаджи-Манучехр-ханом. На помощь им прибыл шамхал Сурхай, Казаналп Эндиреевский, а также отряды горцев Дагестана. Собралось 30-тысячная армия. Возглавил это войско Сурхай. Весной 1660 года шахская армия, достигнув реки Уллучай, столкнулась с упорным сопротивлением объединённых войск. С обеих сторон погибли тысячи людей. Наконец, Сурхай с союзными войсками, не устояв против огня артиллерии противника, отступили. Но сопротивление шахской армии продолжилось. В конце концов, видя бесперспективность своих действий в Дагестане шах вынужден был отказаться от этой войны. Таким образом, дагестанские правители сумели отстоять свою независимость.

## Последствия
По количеству восставших и остроте событий восстание не имело равных в истории антииранского движения на Кавказе в этот период. Влияние Сефевидов в Дагестане упало.
Победа в восстании укрепила самостоятельность и авторитет Сурхая. Он также разорвал всё отношение с Россией из-за того, что она не оказала поддержку. Это привело Сурхая к связям с османским султаном. В 1664 году около Азова была перехвачено письмо Сурхая III:
 Сурхай Тарковский в письме к турецкому султану готовность в случае помощи от него «идти войною до Испагани», а также сообщения кумыкских владетелей султану Турции о том, что они отбили атаки персидских войск, которые потеряли более 3 тыс. человек. Добиваясь помощи турецкого султана в борьбе против персидского шаха, они писали, что более не хотят «кизылбашам в подданстве быть, хотя шах лицемерием называет их друзьями, и жалованье им дает».

## Примечание
1. ↑  Хрестоматия по истории СССР XVI-XVII вв.: для университетов / Сост. В. А. Александров и В. И. Корецкий; Под ред. А. А. Зимина. — М.: Соцэкгиз, 1962. — С. 685—689. — 751 с. Архивировано 11 июня 2024 года.
2. ↑  История Дагестана, 2004, с. 340.
3. ↑  История Дагестана, 2004, с. 398.
4. ↑  Умаханов, 1973, с. 189.
5. ↑  Абдусаламов Магомед-паша Балашович. Кумыкские феодальные владения в контексте русско-иранского противоборства на Кавказе в 50-х гг. XVII в. // Известия РГПУ им. А. И. Герцена. — М.: РГПУ им. А. И. Герцена, 2014. — № 172. — С. 80–88. — ISSN 1992-6464. Архивировано 23 февраля 2023 года.